# Ангуло, Даниэль
Даниэль Патрисио Ангуло Арройо (исп. Daniel Patricia Angulo Arroyo; род. 16 ноября 1986, Эсмеральдас, Эквадор) — эквадорский футболист, нападающий клуба «Эмелек». Выступал в сборной Эквадора.

## Клубная карьера
Ангуло начал профессиональную карьеру выступая за команды низших дивизионов, везде показывая хорошую результативность. В 2008 году он перешёл в «Депортиво Гресия» из второго дивизиона. Забив 7 голов в 12 матчах Даниэль получил приглашение от «Текнико Университарио» из эквадорской Серии А. В элите он сыграл всего в четырёх поединках, ничем себя не проявив. В 2009 году Ангуло пытался закрепиться в «Аукасе», но после очередной неудачной попытки вернулся в «Депортиво Гресия». Во втором дивизионе Даниэль вновь вернул голевое чутьё и забивал за команду в каждом втором матче.
По окончании сезона Ангуло покинул «Грасию» и без особого успеха выступал за клубы «Рокафуэрте» и «Имбабура». В 2012 года он вернулся в элиту подписав контракт с «Индепендьенте дель Валье». 5 февраля в матче против ЛДУ Лоха Даниэль дебютировал за новый клуб. 26 февраля в поединке против «Эль Насьональ» он забил свой первый гол за «Индепендьенте». В своём первом сезоне Ангуло забил всего четыре гола, зато в следующих не опускал планки ниже 10, неизменно становясь лучшим бомбардиром команды.
В 2015 году Даниэль перешёл в колумбийский «Санта-Фе». 2 августа в матче против «Альянса Петролера» он дебютировал в Кубке Мустанга. 15 ноября в поединке против «Хагуарес де Кордоба» Ангуло забил свой первый гол за «Санта-Фе». В том же году он помог клубу выиграть Южноамериканский кубок.
В начале 2016 года Ангуло вернулся на родину, подписав контракт с ЛДУ Кито. 6 марта в матче против «Универсидад Католика» из Кито он дебютировал за новую команду. В этом же поединке Даниэль забил свой первый гол за ЛДУ Кито. В начале 2017 году он вернулся в Колумбию, присоединившись к «Депортиво Пасто». 27 марта в матче против «Депортиво Кали» он дебютировал за новый клуб.

## Международная карьера
7 сентября 2014 года в товарищеском матче против сборной Боливии Ангуло дебютировал за сборную Эквадора. Летом 2015 года Даниэль принял участие в Кубке Америки в Чили. На турнире он сыграл в матче против Боливии.

## Достижения
Командные
 «Санта-Фе»
- Обладатель Южноамериканского кубка — 2015